# Aegialia friebi
Aegialia friebi är en skalbaggsart som beskrevs av Vladimir Balthasar 1935. Aegialia friebi ingår i släktet Aegialia och familjen Aegialiidae. Inga underarter finns listade i Catalogue of Life.